# Matthias Friedemann
Matthias Friedemann (Rochlitz, 17 augustus 1984) is een Duitse wielrenner. Friedemann won in 2008 de vierde etappe in de Ronde van Cuba, in 2009 won hij de eerste etappe van de Koers van de Olympische Solidariteit. Friedemann komt vanaf 2011 uit voor Team Champion System.

## Palmares
2006
- Criterium Leipzig

2007
- Criterium Leipzig

2008
- 4e etappe Ronde van Cuba

2009
- 1e etappe Koers van de Olympische Solidariteit